# Parbelos

Parbelos mit Parallelogram äußeren Spitzen und innerer Spitze

Verschachtelteter Parbelos, die beiden grauen Parabelsegmente sind kongruent

Parbelos mit Tangenten-Rechteck
Die Tangente an Parabelbogen mit Schnittpunkt

Der Parbelos ist eine dem Arbelos ähnelnde Figur, bei der anstatt der Halbkreise Parabelsegmente verwendet werden. Dabei gilt für alle Parabelsegmente, dass ihre Höhe einem Viertel ihrer Breite an der Basis entspricht. Dies bedeutet, die Parabelsegmente entstehen, indem man eine Parabel entlang der Parallelen zur Leitlinie durch den Brennpunkt abtrennt.
Einige der Eigenschaften des Parbelos ähneln denen des Arbelos oder sind sogar gleich. So gelten zum Beispiel wie beim Arbelos die folgenden beiden Aussagen:
- Die Länge des äußeren Parabelbogens entspricht der Summe der Längen der beiden inneren Parabelbögen.
- Bei einem verschachtelten Parbelos, also wenn man mit den beiden inneren Parabelsegmenten je wieder einen Parbelos bildet, sind die beiden inneren Parabeln der neuen Parbeloskonstruktionen, die an der inneren Spitze der äußeren Parbelos liegen, gleich groß.

Das von der inneren Spitze {\displaystyle B} und den Mittelpunkten  {\displaystyle M_{2},M,M_{1}} der drei Parabelbögen gebildete Viereck {\displaystyle BM_{2}MM_{1}} ist ein Parallelogramm und für seine Fläche gilt:
{\displaystyle F_{\text{Parallelogram}}={\frac {3}{4}}F_{\text{Parbelos}}}
Die vier Tangenten an den drei Spitzen des Parbelos formen ein Rechteck, das so genannte Tangenten-Rechteck. Dessen Umkreis schneidet die Grundseite des äußeren Parabelsegments in ihrem Mittelpunkt und verläuft damit durch den Brennpunkt der äußeren Parabel. Eine der Diagonalen des Tangenten-Rechtecks liegt auf einer Tangenten der äußeren Parabel und der Berührungspunkt ist identisch mit dem Schnittpunkt der Diagonalen mit der Senkrechten zur Grundseite an der inneren Spitze. Für die Fläche des Tangenten-Rechtecks gilt die folgende Formel:
{\displaystyle F_{\text{Rechteck}}={\frac {3}{2}}F_{\text{Parbelos}}}